# Магоне, Зане
Зане Магоне (латыш. Zane Magone, 16 августа 1992 года) — латвийская шашистка, специализирующаяся на международных шашках. Одна из сильнейших шашисток Латвии середины 2000-х — 2010-х годов. Член сборной Латвии по шашкам. Чемпионка Латвии по международным шашкам 2011, 2012, 2013 гг., многократный призёр.
Участница Третьих Всемирных Интеллектуальных Игр «Спорт-Аккорд» (11 по 18 декабря 2013 года, Пекин). Участница чемпионата Европы по международным шашкам 2012 года (24 место) и чемпионата Европы 2013 года в программе блиц (6 место).
В 2017 году на чемпионате мира заняла 13-е место.
Мастер ФМЖД среди женщин.
FMJD-Id: 15487.